# Simulium decolletum
Simulium decolletum es una especie de insecto del género Simulium, familia Simuliidae, orden Diptera.
Fue descrita científicamente por Adler & Currie, 1986.